# Nationaal park Komodo

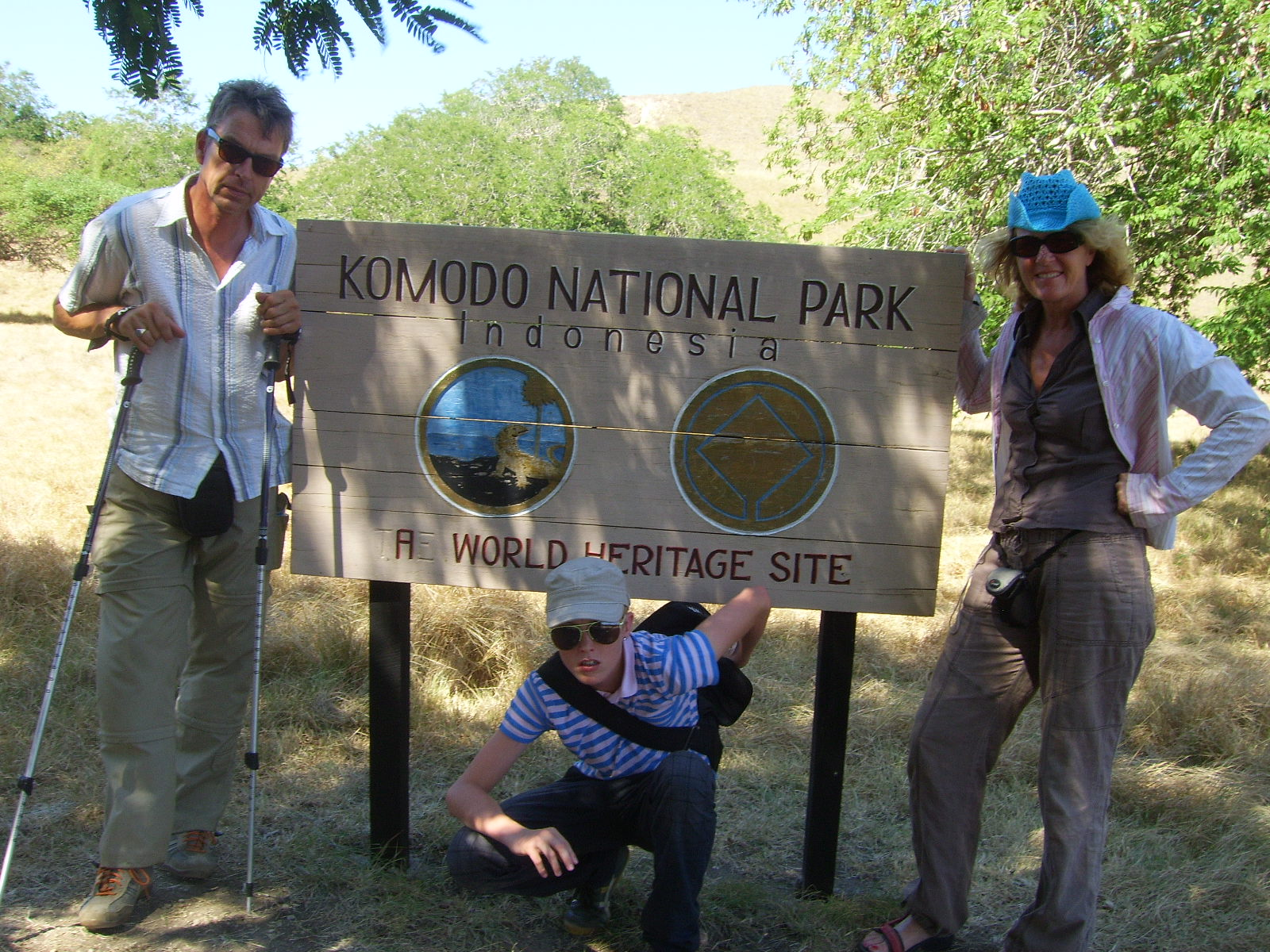
Toegangsbord Nationaal Park Komodo op Rinca

Het Nationaal Park Komodo is gelegen in Indonesië, op de grens tussen de provincies Oost-Nusa Tenggara (Nusa-Tenggara Timur) en West-Nusa Tenggara (Nusa-Tenggara Barat).
Dit nationaal park bestaat uit drie grotere eilanden – Komodo, Rinca en Padar – en een aantal kleinere. Het heeft een landoppervlakte van 603 km² en beslaat in totaal 1817 km². De eilanden zijn van vulkanische origine. Het totale gebied heeft ongeveer 4000 inwoners.
Het Nationaal Park Komodo is gesticht in 1980, in eerste instantie ter bescherming van de komodovaraan en zijn leefomgeving. Later zijn hier ook de algemene flora en fauna bij gekomen. 
In 1986 werd het nationaal park geaccepteerd als werelderfgoed door de UNESCO. Een van de diersoorten die er voorkomen is nog steeds de komodovaraan.